# Nika Kocharov & Young Georgian Lolitaz
Young Georgian Lolitaz (Юные грузинские Лолиты) — грузинская рок-группа, основанная в 2000 году Никой Кочаровым. Источником вдохновения для группы послужили The Beatles, Oasis, Blur, Pulp и Radiohead.
В 2016 году группа представила Грузию на Евровидении 2016 в Стокгольме с песней «Midnight Gold»; группа сумела пройти в финал и заняла 20-е место.

## Дискография
Альбомы
- Lemonjuice (2004)
- Radio Live (2005)

Синглы
- 2010 — The Lava EP
- 2016 — «Midnight Gold»
- 2017 — «Dark Device»